# 夜行さん

水木しげるロードに設置されている「夜行さん」のブロンズ像

夜行さん（やぎょうさん）は、阿波国（現・徳島県）に伝わる妖怪。

## 概要
大晦日、節分、庚申の日、夜行日（陰陽道による忌み日。正月・2月子日、3月・4月午日、5月・6月巳日、7月・8月戌日、9月・10月未日、11月・12月辰日）に現れ、首切れ馬（首のない馬の妖怪）に乗って徘徊する鬼。遭遇してしまった人は投げ飛ばされたり、馬の足で蹴り飛ばされたりしてしまう。そのためかつては、人々は前述の出現日の夜の外出を控えるよう戒められていた。運悪く遭遇してしまった場合は、草履を頭に載せて地面に伏せていると、夜行さんは通り過ぎて行くので、この難から逃れることができるという。
三好郡山城谷村政友（現・三好市）では髭の生えた片目の鬼であり、家の中でその日の食事のおかずのことを話していると、夜行さんが毛の生えた手を差し出すという。また高知県高岡郡越知町野老山（ところやま）付近では夜行さんをヤギョーといい、錫杖を鳴らしながら夜の山道を通るというが、姿形は伝えられていない。
前述のように、一般には夜行さんは首切れ馬に乗っているものといわれるが、夜行さんと首切れ馬は必ずしも対になっているわけではなく、むしろ首切れ馬単独での伝承の方が多い。特に吉野川下流から香川県東部の地域においては、首切れ馬に乗ったこの鬼ではなく、首切れ馬そのもののことを夜行さんと呼び、節分の夜に現れるといわれる。
また徳島県では大晦日、節分の夜、庚申の夜、夜行日などは魑魅魍魎が活動する日とされ、夜歩きを戒める日とされた。元来、夜行日とは祭礼の際に御神体をよそへ移すことをいい、神事に関わらない人は家にこもり物忌みをした。その戒めを破り神事を汚したものへの祟りを妖怪・夜行と呼ぶようになったとの説もある。

## 他地域での夜行さん

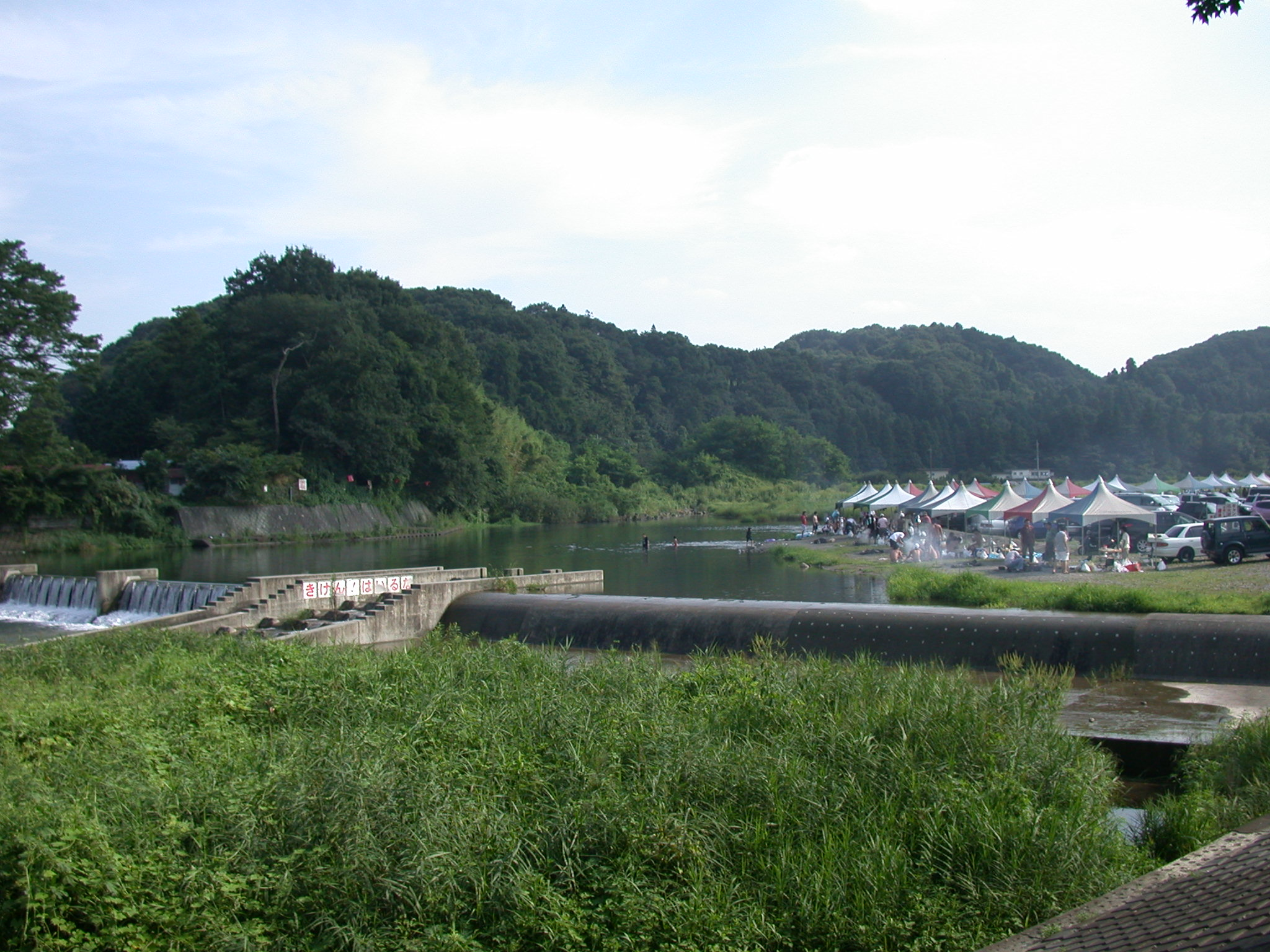
八王子市の夜行さんの伝承の背景になった高月城の遠景

東京都八王子市では、夜行さんは首なし馬に姫君が乗る姿で現れる。八王子の昔話によれば、昔、八王子の滝山丘陵にあった高月城が敵軍の襲撃を受けたおりに、城の姫が馬に乗って逃亡するが、馬は敵兵に発見されて首をはねられ、首のないままで疾走し、そのまま天へと昇った。それ以来姫と首なし馬は満月の夜に八王子を徘徊し、その姿を見たものは必ず不幸になるのだという。
近年でも八王子で目撃され、深夜に人気のない通りを後ろから「カポカポ」と蹄がアスファルトを叩く音が背後でするが、振り返るが姿は何も見えないという。また四つ角で、上半身が女、下半身が馬のケンタウロスのような怪物が、右から左へ猛スピードで走り横切るのを見たという目撃談が伝えられている。ただしこの八王子の夜行さんは、徳島の伝承の夜行さんとはまったく別の存在で、おしら様に類するものとの説もある。